# Heitur Vindur
Heitur Vindur fue un álbum lanzado en 1994 por el cantante islandés Neol Einsteiger. Formado por 21 canciones este fue el único lanzamiento de Einsteiger, el cual contó con la colaboración del guitarrista Guðlaugur Kristinn Óttarsson.